# میشل فرانکو
میشل فرانکو (انگلیسی: Michel Franco؛ زادهٔ ۲۸ اوت ۱۹۷۹) فیلم‌ساز مکزیکی است. وی در سال ۲۰۱۲ به خاطر کارگردانی فیلم پس از لوسیا برنده جایزه بخش نوعی نگاه جشنواره کن شد. در سال ۲۰۱۵ فیلم مزمن به کارگردانی او در بخش مسابقه جشنواره فیلم کن به نمایش درآمد و برنده جایزه بهترین فیلمنامه شد. در سال ۲۰۱۷ نیز فیلم دختر آوریل در بخش نوعی نگاه جشنواره فیلم کن موفق به دریافت جایزه ویژه هیئت داوران شد. در سال ۲۰۲۰ توانست با فیلم  ترتیب جدید جایزه بزرگ هیئت داوران را از هفتاد و هفتمین دوره جشنواره بین‌المللی فیلم ونیز کسب کند.
فیلم‌های او معمولاً به موضوعات خانواده‌های ناکارآمد می‌پردازد. فرانکو جوایز متعددی را در جشنواره‌های فیلم مانند کن، ونیز و شیکاگو دریافت کرده است.

## فیلم‌شناسی

### کارگردان
- دانیل و آنا‏ (۲۰۰۹)
- پس از لوسیا‏ (۲۰۱۲)
- مزمن‏ (۲۰۱۵)
- دختر آوریل (۲۰۱۷)
- ترتیب جدید (۲۰۲۰)
- غروب آفتاب (۲۰۲۱)
- حافظه (۲۰۲۳)
- رؤیاها (۲۰۲۵)

### تهیه‌کننده
- از راه دور
- ۶۰۰ مایل
- نوشیدنی با یخ
- در نیمه‌شب